# Eötvös-inga
Az Eötvös-inga a torziós inga Eötvös Loránd által kifejlesztett aszimmetrikus változata, amely a gravitációs mező vízszintes irányú változását is képes érzékelni.

## Történetek

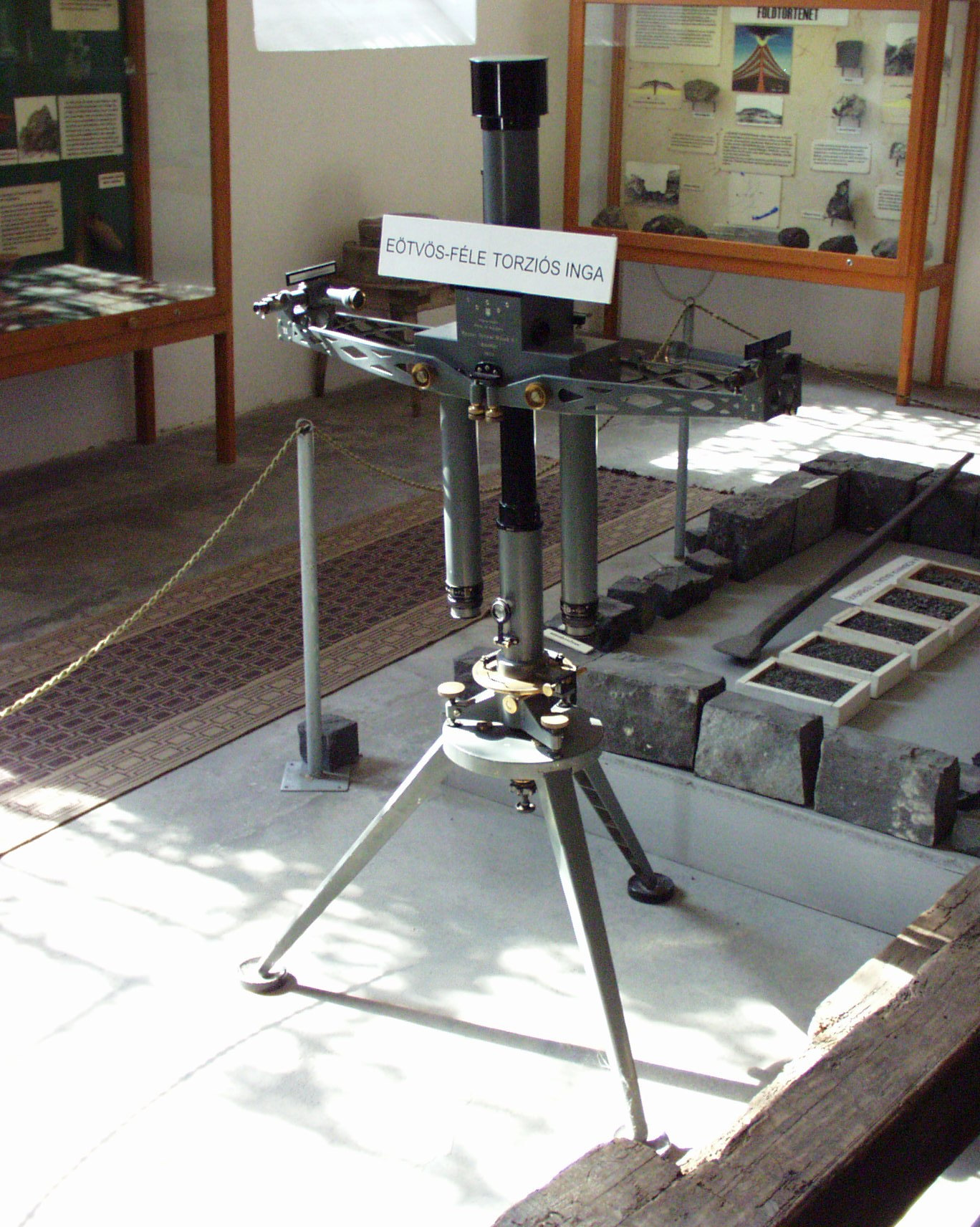
Eötvös-inga a Sághegyi Múzeumban

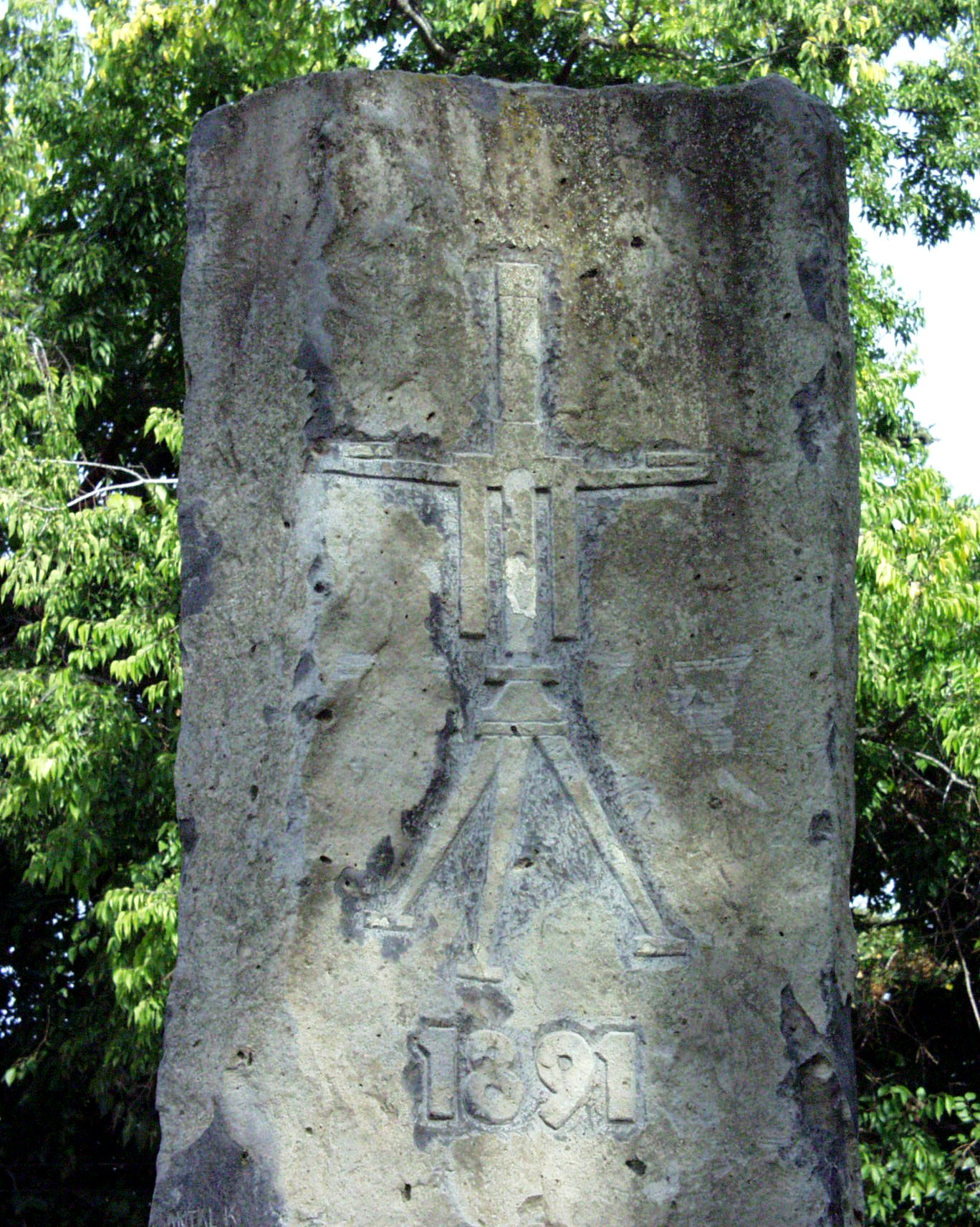
A Ság hegyen található Eötvös-emlékoszlop felső része a torziós ingát ábrázolja. Eötvös 1891-ben itt végzett ellenőrző méréseket ingájával.

Eötvös gravitációs méréseiben kétféle alakú torziós ingát használt. Az első a Cavendish-kísérletben is használt szimmetrikus Coulomb-mérleg, amelynél a torziós dróton függő vízszintes rúd mindkét végére platinasúly van erősítve, így a rúd végein elhelyezkedő tömegek egyenlő magasságban helyezkednek el (görbületi variométer). A görbületi variométer a Coulomb-mérleg pontosabbá és stabillá tett változata, amivel a nehézségi erő potenciáljának deriváltjait lehet meghatározni. Ebből levezethető a potenciál szintfelület görbülete. A második alak esetében a vízszintes rúd egyik végére ugyancsak platinasúly van erősítve, másik végén vékony szálra erősített platinahenger lóg alá, így a rúd végein levő tömegek különböző magasságban vannak, amivel a horizontális gradienseket is meg lehet határozni (horizontális variométer). A horizontális variométer – Eötvös főműve – a tulajdonképpeni Eötvös-inga.   
A horizontális variométer, az első Eötvös-inga, 1891 májusában készült el. A műszer elve igen egyszerű, ha ugyanis a két tömegre ható vonzóerő nem teljesen egyenlő, egymástól nagyságban vagy irányban eltér, akkor a rúd a vízszintes síkban elfordul, és a felfüggesztő platina szál megcsavarodik. A megcsavart drót rugalmassága a rudat eredeti helyzetébe igyekszik visszafordítani. A rúd tehát ott fog megállni, ahol az egymással szemben működő vonzó erő és rugalmas erő forgatónyomatéka egymással egyenlő. Műszeréről Eötvös maga a következőket mondja:
Egyszerű egyenes vessző az az eszköz, melyet én használtam, végein különösen megterhelve és fémtokba zárva, hogy ne zavarja se a levegő háborgása, se a hideg és meleg váltakozása. E vesszőre minden tömeg a közelben és a távolban kifejti irányító hatását, de a drót, melyre fel van függesztve, e hatásnak ellenáll és ellenállva megcsavarodik, e csavarodásával a reá ható erőknek biztos mértéket adván. A Coulomb-féle mérleg különös alakban, annyi az egész. Egyszerű, mint Hamlet fuvolája, csak játszani kell tudni rajta, és miként abból a zenész gyönyörködtető változásokat tud kicsalni, úgy ebből a fizikus, a maga nem kisebb gyönyörűségére, kiolvashatja a nehézségnek legfinomabb változásait. Ilymódon a földkéreg oly mélységeibe pillanthatunk be, ahová szemünk nem hatolhat és fúróink el nem érnek.
Eötvös műszerei, a görbületi variométer és a horizontális variométer, 1890-ben a Magyar Optikai Művek elődjében, Süss Nándor finommechanikai műhelyében készültek. Az 1900-as párizsi világkiállításon bemutatott és díjat nyert egyszerű nehézségi variométer 1898-ban készült.
Az első, nagyobb területre kiterjedő módszertani gravitációs mérést 1901-ben és 1903-ban a befagyott Balaton jegén a Balaton bizottság lelkes vezetője, id. Lóczy Lajos támogatásával végezték. A sima Balaton-felszín nagyon alkalmas volt a mérések szempontjából, mert nem kellett figyelembe venni a terepfelszín egyenetlenségeiből adódó terrén hatást. Ezeket számos további terepi mérés követte, amelyekkel az inga földtani kutatásban való hasznosíthatóságát vizsgálták. Végül a földmérők 1912-ben Hamburgban rendezett XVII. konferenciáján Eötvös elérkezettnek látta az időt, hogy a gyakorlati alkalmazás elveit megfogalmazza. Az első sikeres olajkutatási célú gyakorlati méréseket Egbell környékén, a Morva-mezőn 1915-ben végezték – ezzel vette kezdetét a nyersanyagkutató geofizika, amelynek két évtizeden át uralkodó műszere Eötvös Loránd torziós ingája volt; alkalmazták többek között a texasi, a venezuelai és a közel-keleti olajterületek feltárásánál. 

### Eötvös-kísérlet
A terepi mérések meggyorsítása érdekében Eötvös következő műszerébe két, egymáshoz képest 180°-kal elfordított lengőt épített be. Ezzel az 1902-ben készült műszerrel végezte a tehetetlen és súlyos tömeg arányosságának (ekvivalenciaelv) kimutatását célzó híressé vált kísérleteit, amelyeket ma Eötvös-kísérlet néven ismerünk.